# دينو موريلي
دينو موريلي (بالإنجليزية: Dino Morelli)‏ هو سائق سباق بريطاني، ولد في 6 يونيو 1973.

## وصلات خارجية
- دينو موريلي على موقع DriverDB.com (الإنجليزية)